# تشين ييدان
تشين ييدان (من مواليد 1971)، والمعروف أيضًا باسم تشارلز تشين، هو رجل أعمال صيني في مجال الإنترنت ومُحسن. وهو أحد مؤسسي شركة تينسنت، ومؤسس مؤسسة تشين ييدان الخيرية، ومؤسس مؤسسة جائزة ييدان.